# 姜兰
姜兰（1966年—），内蒙古乌拉特前旗人，蒙古族，中华人民共和国政治人物、第十二届全国人民代表大会内蒙古地区代表。
毕业于内蒙古艺术学校戏剧专业，加入中国共产党。2013年，被选为全国人大代表。